# 小別列贊卡
50°23′20″N 31°42′25″E / 50.38889°N 31.70694°E
小貝雷贊卡（烏克蘭語：Мала Березанка）是位於烏克蘭北部的村莊，由基辅州布羅瓦里區的茲胡里夫卡市鎮負責管轄。該村始建於1639年，面積2.26平方公里，海拔高度134米，2001年人口592。